# هیروماسا یونیکورا
هیروماسا یونیکورا، (به ژاپنی: 米倉 弘昌) (زاده ۳۱ مارس ۱۹۳۷) کارآفرین و مدیر ارشد اجرایی ژاپنی است، که اکنون به‌عنوان رییس هیئت مدیره شرکت‌های سومیتومو کمیکال و پترو رابغ فعالیت می‌نماید.